# Malcolm Chace
Malcolm Greene Chace (ur. 12 marca 1875 w Central Falls, zm. 16 lipca 1955 w Yarmouth lub Hyannis w Barnstable) – amerykański tenisista.

## Kariera tenisowa
W latach 1893–1895 zdobył po trzy tytuły akademickiego mistrza USA zarówno w grze pojedynczej, jak i podwójnej, w barwach Uniwersytetu Browna (1893) i Uniwersytetu Yale (1894, 1895). Jest jedynym graczem, który sięgał po te tytuły jako reprezentant różnych uczelni.
W 1894 Chace awansował do półfinału mistrzostw USA (obecnie US Open) w grze pojedynczej, w których przegrał z Williamem Larnedem. W 1895, w parze z Robertem Wrennem, wygrał mistrzostwa USA w grze podwójnej, a rok później para Chace–Wrenn poniosła porażkę w obronie tytułu w challenge round z Carrem Neelem i Samem Neelem.
W latach 1892–1896 Chace był klasyfikowany w czołowej dziesiątce zawodników amerykańskich, w tym jako nr 3. w 1895.
W 1961 został pośmiertnie wpisany do Międzynarodowej Tenisowej Galerii Sławy.

### Finały w turniejach wielkoszlemowych

#### Gra podwójna (1–1)
| Końcowy wynik | Nr | Data | Turniej                              | Nawierzchnia | Partner      | Przeciwnicy                | Wynik finału            |
| ------------- | -- | ---- | ------------------------------------ | ------------ | ------------ | -------------------------- | ----------------------- |
| Zwycięzca     | 1. | 1895 | U.S. National Championships, Newport | Trawiasta    | Robert Wrenn | Clarence Hobart Fred Hovey | 7:5, 6:1, 8:6           |
| Finalista     | 1. | 1896 | U.S. National Championships, Newport | Trawiasta    | Robert Wrenn | Carr Neel Sam Neel         | 3:6, 6:1, 1:6, 6:3, 1:6 |